# Église Saint-Martin de Fontaine-la-Soret
L'église Saint-Martin est une église catholique située à Fontaine-la-Soret (Eure), en France.

## Historique
L'édifice du XIe siècle est classé au titre des monuments historiques en 1846.

## Caractéristiques

### Extérieur
Construite en pierre selon un plan basilical traditionnel, l'église est flanquée d'une massive tour-clocher coiffée d'un toit en flèche recouvert d'ardoise. Le mur de l'abside présente un damier de silex.
L'église est construite en style roman comme en témoignent les ouvertures bigéminées et les arcatures aveugles de la partie supérieure du clocher. Elle est remaniée en style gothique flamboyant comme le montre la baie de l'abside.

### Intérieur
L'église conserve un certain nombre d'œuvres d'art ou de meubles protégés en tant que monuments historiques :
- Le vitrail de la grand baie du chœur de la première moitié du début du XVIe siècle, représentant Dieu le Père, la Charité de saint Martin, saint Jean-Baptiste, sainte Madeleine, un ange musicien, un agneau[2]...
- un vitrail de 1956 signé Georges Rouault et Paul Bony[3];
- du XVIe siècle, une crédence-lavabo en pierre dans une niche[4]; des stalles en chêne décorées en haut relief[5]; une statue de la Vierge à l'Enfant (XVIe – XVIIe siècles)[6];
- du XVIIe siècle, une statue de saint Sébastien en bois peint[7] ;
- du XVIIIe siècle, une cuve baptismale godronnée en pierre avec couvercle en bois[8];
- un aigle-lutrin en bois gravé XVIIIe – XIXe siècle[9].